# Tour du Finistère 2019
Tour du Finistère 2019 var den 34. udgave af cykelløbet Tour du Finistère. Løbet var en del af UCI Europe Tour-kalenderen og blev arrangeret 20. april 2019. Det blev vundet af franske Julien Simon fra Cofidis for anden gang i karrieren.

## Hold og ryttere
| UCI WorldTeams (2)- AG2R La Mondiale - Groupama-FDJ UCI Professionelle kontinentalthold (12)- Total Direct Énergie - Wanty-Groupe Gobert - Euskadi Basque Country-Murias - Rally UHC Cycling - Arkéa-Samsic - Cofidis, Solutions Crédits - Androni Giocattoli-Sidermec - Delko-Marseille Provence - Israel Cycling Academy - Vital Concept-B&B Hotels - Wallonie Bruxelles - Riwal Readynez UCI Kontinentalhold (3)- Saint Michel-Auber 93 - Natura4Ever-Roubaix Lille Métropole - Tarteletto-Isorex |
| |

## Danske ryttere
- Jesper Hansen kørte for Cofidis
- Emil Vinjebo kørte for Riwal Readynez Cycling Team
- Tobias Kongstad kørte for Riwal Readynez Cycling Team
- Torkil Veyhe kørte for Riwal Readynez Cycling Team
- Andreas Stokbro kørte for Riwal Readynez Cycling Team
- Nicolai Brøchner kørte for Riwal Readynez Cycling Team
- Mathias Norsgaard Jørgensen kørte for Riwal Readynez Cycling Team

## Resultater
| \| Samlede stilling \| Samlede stilling \| Samlede stilling \| Samlede stilling \| Samlede stilling \| \| Rytter \| Rytter \| Hold \| Tid \| \| \| ---------------- \| ------------------- \| ----------------------------- \| ---------------- \| ---------------- \| \| 1. \| Julien Simon \| Cofidis, Solutions Crédits \| 4t 42' 02" \| \| \| 2. \| Andrea Vendrame \| Androni Giocattoli-Sidermec \| + 0" \| \| \| 3. \| Baptiste Planckaert \| Wallonie Bruxelles \| + 0" \| \| \| 4. \| Frederik Backaert \| Wanty-Gobert \| + 0" \| \| \| 5. \| Guillaume Martin \| Wanty-Gobert \| + 3" \| \| \| 6. \| Benjamin Thomas \| Groupama-FDJ \| + 7" \| \| \| 7. \| Óscar Rodríguez \| Euskadi Basque Country-Murias \| + 11" \| \| \| 8. \| Romain Hardy \| Arkéa-Samsic \| + 11" \| \| \| 9. \| Jonathan Hivert \| Total Direct Énergie \| + 11" \| \| \| 10. \| Dorian Godon \| AG2R La Mondiale \| + 11" \| \| |                     |                               |            |
| |                     |                               |            |
| Kilde: ProCyclingStats |                     |                               |            |
| Samlede stilling |                     |                               |            |
| Rytter | Rytter              | Hold                          | Tid        |
| 1. | Julien Simon        | Cofidis, Solutions Crédits    | 4t 42' 02" |
| 2. | Andrea Vendrame     | Androni Giocattoli-Sidermec   | + 0"       |
| 3. | Baptiste Planckaert | Wallonie Bruxelles            | + 0"       |
| 4. | Frederik Backaert   | Wanty-Gobert                  | + 0"       |
| 5. | Guillaume Martin    | Wanty-Gobert                  | + 3"       |
| 6. | Benjamin Thomas     | Groupama-FDJ                  | + 7"       |
| 7. | Óscar Rodríguez     | Euskadi Basque Country-Murias | + 11"      |
| 8. | Romain Hardy        | Arkéa-Samsic                  | + 11"      |
| 9. | Jonathan Hivert     | Total Direct Énergie          | + 11"      |
| 10. | Dorian Godon        | AG2R La Mondiale              | + 11"      |